# Liste der Bodendenkmäler in Weiler-Simmerberg
Auf dieser Seite sind die Bodendenkmäler in dem schwäbischen Markt Weiler-Simmerberg zusammengestellt. Diese Tabelle ist eine Teilliste der Liste der Bodendenkmäler in Bayern. Grundlage ist die Bayerische Denkmalliste, die auf Basis des Bayerischen Denkmalschutzgesetzes vom 1. Oktober 1973 erstmals erstellt wurde und seither durch das Bayerische Landesamt für Denkmalpflege geführt wird. Die folgenden Angaben ersetzen nicht die rechtsverbindliche Auskunft der Denkmalschutzbehörde.

## Bodendenkmäler in Weiler-Simmerberg
| Lage                                     | Objekt                                                                                            | Akten-Nr.     | Bild                                                 |
| ---------------------------------------- | ------------------------------------------------------------------------------------------------- | ------------- | ---------------------------------------------------- |
| Ellhofen im Allgäu Kirchweg 7 (Standort) | Mittelalterliche und frühneuzeitliche Befunde im Bereich der Kath. Pfarrkirche St. Peter und Paul | D-7-8325-0059 | Pfarrkirche St. Peter und Paul in Ellhofen im Allgäu |
| Ellhofen im Allgäu Burg (Standort)       | Burg Ellhofen→Mittelalterliche und frühneuzeitliche Befunde im Bereich der Burgruine Ellhofen.    | D-7-8425-0004 | weitere Bilder                                       |
| „Enschenstein“ (Standort)                | Antike Fliehburg Enschenstein→Siedlung der Latènezeit und der römischen Kaiserzeit.               | D-7-8425-0011 | Antike Fliehburg Enschenstein                        |
| Simmerberg „Sinkenberg“ (Standort)       | Burgstall Simmerberg→Mittelalterlicher Burgstall.                                                 | D-7-8425-0012 |                                                      |
| Schreckenmanklitz (Standort)             | Burg Schreckenmanklitz→Mittelalterlicher Burgstall.                                               | D-7-8425-0013 | weitere Bilder                                       |
| Oberscheiben (Standort)                  | Burgstall Oberscheiben→Mittelalterlicher Burgstall.                                               | D-7-8425-0014 |                                                      |
| Oberleute – Nagelshub (Standort)         | Straßentrasse vor- und frühgeschichtlicher oder mittelalterlicher Zeitstellung.                   | D-7-8425-0016 |                                                      |
| Altenburg (Standort)                     | Burgruine Altenburg→Mittelalterliche und frühneuzeitliche Befunde im Bereich der Ruine Altenburg. | D-7-8425-0026 | weitere Bilder                                       |
| Weiler im Allgäu Kirchplatz (Standort)   | Mittelalterliche und frühneuzeitliche Befunde im Bereich der Kath. Pfarrkirche St. Blasius.       | D-7-8425-0029 | weitere Bilder                                       |